# Cavendishia bomareoides
Cavendishia bomareoides är en ljungväxtart som beskrevs av A. C. Smith. Cavendishia bomareoides ingår i släktet Cavendishia och familjen ljungväxter. Inga underarter finns listade i Catalogue of Life.